# Pelota al medio
Pelota al medio es un disco LP del músico uruguayo Jorge Lazaroff. Fue publicado en vinilo y casete por el sello Orfeo en 1989. Fue el último disco que grabó el artista, que falleció ese mismo año.

## Estilo musical
En sus discos solistas anteriores, Lazaroff aparecía «despojado», con recursos minimalistas y acústicos y siempre con un pie en la música experimental. Sin embargo, en este disco dio un salto y en muchos de los temas es acompañado por una «banda pop» (teclado, bajo, batería y guitarra eléctrica). En este disco desarrolla su veta más «popular». La canción que le da nombre al álbum, «Pelota al medio», se convirtió en un tema muy difundido, principalmente por la versión que luego haría Jaime Ross. Se trata de un candombe canción enérgico, utilizando la metáfora del fútbol como actitud ante la vida. Además del candombe canción y el candombe beat, transita por el milongón, el sonido tanguero y desarrolla también un lado humorista.

## Lista de canciones
| Lado A |                        |                               |          |  |
| N.º    | Título                 | Escritor(es)                  | Duración |  |
| 1.     | «Pelota al medio»      | Jorge Lazaroff                |          |  |
| 2.     | «Querida Batandalia»   | Jorge Lazaroff                |          |  |
| 3.     | «Déjate de artesanías» | Raúl Castro y Jorge Lazaroff  |          |  |
| 4.     | «Nene»                 | Guillermo Lamolle             |          |  |
| 5.     | «Llorando Estela»      | Jorge Lazaroff                |          |  |
| 6.     | «El Perico Alcasotro»  | Higinio Mena - Jorge Lazaroff |          |  |

| Lado B |                        |                              |          |  |
| N.º    | Título                 | Escritor(es)                 | Duración |  |
| 1.     | «Por los barrios»      | José Morgade                 |          |  |
| 2.     | «Progresos nocturnos»  | Jorge Lazaroff               |          |  |
| 3.     | «Terronazo 1 Aperiá 0» | Jorge Lazaroff               |          |  |
| 4.     | «Cuplé de la gente»    | Raúl Castro - Jorge Lazaroff |          |  |
| 5.     | «Expreso»              | Jorge Lazaroff               |          |  |

## Reediciones
- Fue reeditado en CD en 2005 por el sello Ayuí junto al álbum Tangatos.